# Chuck Israels

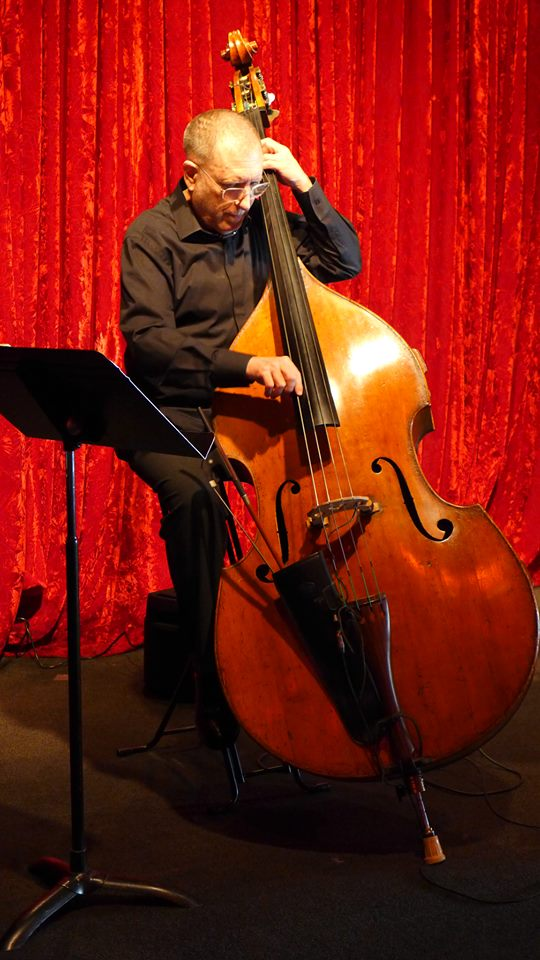
Chuck Israels

Charles „Chuck“ Israels (* 10. August 1936 in New York City, NY) ist ein amerikanischer Jazz-Bassist und -Komponist. Bekannt wurde er durch seine Zusammenarbeit mit dem Pianisten Bill Evans.

## Leben und Wirken
Chuck Israels ist als Bassist Autodidakt, studierte aber später Musik an der Brandeis University und 1959 in Paris. Er wurde 1960 Mitglied des Sextetts von George Russell, spielte u. a. mit Cecil Taylor, Eric Dolphy, Stan Getz, Herbie Mann, Herbie Hancock, Coleman Hawkins, J. J. Johnson, John Coltrane und Monica Zetterlund Platten ein. In Erinnerung wird Chuck Israels durch sein Spiel im Trio von Bill Evans bleiben, in dem er die Nachfolge des 1961 tödlich verunglückten Bassisten Scott LaFaro antrat. Sie spielten bis 1966 Alben wie Nirvana, At Shelly Manne’s Hole, How My Heart Sings!, Moon Beams und Bill Evans At Town Hall ein. Chuck Israels sagt über die Arbeit mit Bill Evans: „Es war ein sehr arbeitsintensives Engagement – stimulierend, spannend und konzentriert zugleich. Man hört das in den Aufnahmen – Stille während der Musik, kein Applaus am Ende eines Solos – alle Zuhörer wussten, dass hier ein Künstler am Werk war, an dessen inneren Gedankenfluss sie irgendwie teilnahmen“. Daneben trat er mit Stan Getz und Astrud Gilberto auf den Berliner Jazztagen auf (Live at Berlin Jazz Festival 1966).
2009 legte Israels im Trio mit Alec Katz und Yonatan Rosen das Album Live at the Milestone vor.
Ab 1986 war Israels Leiter der Jazz-Studien an der Western Washington University in Bellingham.